# ドックランズ・ライト・レイルウェイ
ドックランズ・ライト・レイルウェイ (Docklands Light Railway: DLR) は、ロンドン東部ドックランズを走る鉄道。ドックランズ再開発計画の一環として1987年開業。ライトメトロ・ライトレールの形態を持つ。
ロンドン中心部と、カナリー・ワーフ、ロンドン・シティ空港、エクセル・エキシビション・センターなどの東部の主要箇所を結んでおり、年間8千万人以上の乗客を輸送している。

## 概要
鉄輪式の鉄道で小型車両を用いた自動運転の高架鉄道（地下区間も持つ）であり、非常時や2012年のロンドンオリンピック期間中などを除き無人運転で運行されている
。ゆりかもめなどに並び、自動運転技術の進んだ世界で有数の路線である。
ロンドン地下鉄とは違い、信用乗車方式を採用しているため、改札は無い。その代わり、オイスターカードのリーダーが設置されているため、改札がなくてDLRに自由に乗り降りできる状態であっても、乗車の前後にタッチしなければならない。駅員も一部地下駅を除き、基本的に配置されていない。不正乗車が発覚すると£80の罰金が科せられるが、21日以内に支払うと£40に減免される。
DLRでは全駅がバリアフリー化されている。ロンドン交通局は2013年7月1日から半年間、全長2m未満の自転車の持ち込みを認めている。ただし、平日の7:00から9:00までと16:00から19:00まで以外の時間帯、およびバンク駅とシャドウェル駅の間以外の路線に限られ、車内や駅での使用は禁止している。
DLRに限ったことではないが、日本では通常通り抜け可能な、車両の連結部のドアは緊急時を除き通常通り抜け禁止である。
DLRでは全ての駅構内はもちろん、全ての車両の車内を監視カメラで撮影している。

## 運行形態
DLRには6つの支線があり、現在は、以下のような系統が運行されている。基本的にすべての列車が各駅停車である。
詳しくは「ロンドン交通局DLR運行系統図」を参照
- 本線から
  - バンク駅 - カナリー・ワーフ駅 - ルイシャム駅
  - バンク駅 - カニング・タウン駅(3,4番線) - ウーリッジ・アーセナル駅
  - タワー・ゲートウェイ駅 - カニング・タウン駅(3,4番線) ベックトン駅
- ルイシャム支線から
  - ルイシャム駅 - カナリー・ワーフ駅 - バンク駅
  - ルイシャム駅 - カナリー・ワーフ駅 - ストラトフォード駅（平日朝の一部列車）
- ストラトフォード支線から
  - ストラトフォード駅 - カナリー・ワーフ駅
  - ストラトフォード駅 - カナリー・ワーフ駅 - ルイシャム駅（平日朝の一部列車）
- ウーリッジ・アーセナル支線から
  - ウーリッジ・アーセナル駅 - カニング・タウン駅(1,2番線)
  - ウーリッジ・アーセナル駅 - カニング・タウン駅(3,4番線) - バンク駅
  - ウーリッジ・アーセナル駅 - カニング・タウン駅(1,2番線) - ストラトフォード国際駅（平日朝夕のみ）
- ベックトン支線から
  - ベックトン駅 - カニング・タウン駅(3,4番線) - タワー・ゲートウェイ駅
  - ベックトン駅 - カニング・タウン駅(1,2番線) - ストラトフォード国際駅（平日朝夕以外）
- ストラトフォード国際支線から
  - ストラトフォード国際駅 - カニング・タウン駅(1,2番線) - ベックトン駅（平日朝夕以外）

DLR路線図

  - ストラトフォード国際駅 - カニング・タウン駅(1,2番線) - ウーリッジ・アーセナル駅（平日朝夕のみ）

## 路線データ
- 路線距離：34km
- 駅数：45駅（起終点駅含む）
- 軌間：1,435mm（標準軌）
- 電化区間：全線750V直流（第三軌条方式）
- 最高速度：80km/h(50 mph)
- 開業日：1987年8月31日
- 輸送実績：6000万人（2006年）
- 車両基地：ポプラ、ベックトン

## 歴史
- 1984年 - 廃線、不使用路線を利用して建設開始。
- 1987年8月31日 - タワー・ゲートウェイ駅～ストラトフォード駅、アイランド・ガーデンズ駅開業。（15駅、総延長13Km）

開業当初の路線図と延長した現在の路線図
- 1991年7月29日 - バンク駅開業。
- 1994年3月28日 - ポプラ駅～ベックトン開業。
- 1996年1月15日 - プディング・ミル・レーン駅開業。
- 1999年11月20日 - アイランド・ガーデンズ駅～ルイシャム駅開業。
- 2005年12月2日 - カニング・タウン駅～キング・ジョージV駅開業。
- 2007年12月9日 - ラングドン・パーク駅開業。
- 2009年1月12日 - キング・ジョージV駅～ウーリッジ・アーセナル駅開業。
- 2011年8月31日 - カニング・タウン駅～ストラトフォード国際駅開業[6]。

## 駅一覧

### 本線
| 駅 | 接続路線 | 所要時間 | 所要時間    | ゾーン          |
| 駅 | 接続路線 | バンク   | ﾀﾜｰ‣ｹﾞｰﾄｳｪｲ | ゾーン          |
| --- | --- | -------- | ----------- | --------------- |
| バンク駅 Bank                                                                                               | セントラル線、ノーザン線、ウォータールー&シティー線 サークル線、ディストリクト線（モニュメント駅）                                  | 0        | -           | ゾーン1         |
| タワー・ゲートウェイ駅 Tower Gateway                                                                        | サークル線、ディストリクト線（タワーヒル駅） c2c（フェンチャーチ・ストリート駅） タワー・ミレニアム・ピア、セント・キャサリン・ピア | -        | 0           | ゾーン1         |
| シャドウェル駅 (DLR) Shadwell                                                                               | ロンドン・オーバーグラウンド | 4        | 2           | ゾーン2         |
| ライムハウス駅 Limehouse                                                                                    | c2c | 6        | 4           | ゾーン2         |
| ウェストフェリー駅 Westferry                                                                                | ルイシャム支線 | 8        | 6           | ゾーン2         |
| ポプラ駅 Poplar                                                                                             | ストラトフォード支線 | 9        | 7           | ゾーン2         |
| ブラックウォール駅 (DLR) Blackwall                                                                          | | 11       | 9           | ゾーン2         |
| イースト・インディア駅 East India                                                                           | | 12       | 10          | ゾーン2 ゾーン3 |
| カニング・タウン駅 Canning Town                                                                             | ウーリッジ・アーセナル支線、ベックトン支線、ストラトフォード国際支線 ジュビリー線                                                   | 14       | 12          | ゾーン3         |
| バンク駅からの列車はウーリッジ・アーセナル支線、 タワー・ゲートウェイ駅からの列車はベックトン支線に乗り入れ | |          |             |                 |

### ルイシャム支線
| 駅                                                                     | 接続路線                                                                       | 所要時間 | 所要時間  | ゾーン          |
| 駅                                                                     | 接続路線                                                                       | バンク   | ｽﾄﾗﾄﾌｫｰﾄﾞ | ゾーン          |
| ---------------------------------------------------------------------- | ------------------------------------------------------------------------------ | -------- | --------- | --------------- |
| バンク駅から乗り入れ。平日朝のストラトフォード支線の一部列車も乗り入れ |                                                                                |          |           |                 |
| ウェストフェリー駅 Westferry                                           | 本線                                                                           | 8        | -         | ゾーン2         |
| ウェスト・インディア・キー駅 West India Quay                           | ストラトフォード支線                                                           | 10       | 11        | ゾーン2         |
| カナリー・ワーフ駅 Canary Wharf                                        | ストラトフォード支線 ジュビリー線（カナリー・ワーフ駅） カナリー・ワーフ・ピア | 11       | 12        | ゾーン2         |
| ヘレン・キーズ駅 Heron Quays                                           | ジュビリー線（カナリー・ワーフ駅）                                             | 12       | 13        | ゾーン2         |
| サウス・キー駅 South Quay                                              |                                                                                | 14       | 15        | ゾーン2         |
| クロスハーバー駅 Crossharbour                                          |                                                                                | 16       | 17        | ゾーン2         |
| マッドシュート駅 Mudchute                                              |                                                                                | 17       | 18        | ゾーン2         |
| アイランド・ガーデンズ駅 Island Gardens                                | マストハウス・テラス・ピア                                                     | 18       | 19        | ゾーン2         |
| カティーサーク駅 Cutty Sark for Maritime Greenwich                     | グリニッジ・ピア                                                               | 19       | 20        | ゾーン2 ゾーン3 |
| グリニッジ駅 Greenwich                                                 | サウスイースタン                                                               | 20       | 21        | ゾーン2 ゾーン3 |
| デプトフォード・ブリッジ駅 Deptford Bridge                             |                                                                                | 22       | 23        | ゾーン2 ゾーン3 |
| エルヴァーサン・ロード駅 Elverson Road                                 |                                                                                | 24       | 25        | ゾーン2 ゾーン3 |
| ルイシャム駅 Lewisham                                                  | サウスイースタン                                                               | 26       | 27        | ゾーン2 ゾーン3 |

### ストラトフォード支線
| 駅                                                               | 接続路線 | 所要時間 | ゾーン          |
| ---------------------------------------------------------------- | --- | -------- | --------------- |
| ストラトフォード駅 Stratford                                     | ストラトフォード国際支線 セントラル線、ジュビリー線 ロンドン・オーバーグラウンド グレーター・アングリア（グレート・イースタン本線）、c2c | 0        | ゾーン3         |
| プディング・ミル・レーン駅 Pudding Mill Lane                     | | 2        | ゾーン2 ゾーン3 |
| ボウ・チャーチ駅 Bow Church                                      | ディストリクト線、ハマースミス&シティー線（ボウ・ロード駅）                                                                              | 4        | ゾーン2         |
| デヴォンズ・ロード駅 Devons Road                                 | | 5        | ゾーン2         |
| ラングドン・パーク駅 Langdon Park                                | | 7        | ゾーン2         |
| オール・セインツ駅 All Saints                                    | | 8        | ゾーン2         |
| ポプラ駅 Poplar                                                  | 本線（バンク駅、タワー・ゲートウェイ駅、カニング・タウン駅方面）                                                                         | 10       | ゾーン2         |
| ウェスト・インディア・キー駅 West India Quay                     | ルイシャム支線 | 11       | ゾーン2         |
| カナリー・ワーフ駅 Canary Wharf                                  | ルイシャム支線 ジュビリー線 カナリー・ワーフ・ピア                                                                                       | 12       | ゾーン2         |
| 平日朝の一部列車はルイシャム支線に乗り入れ、ルイシャム駅まで延長 | |          |                 |

### ウーリッジ・アーセナル支線
| 駅                                           | 接続路線                                                    | 所要時間 | 所要時間      | ゾーン  |
| 駅                                           | 接続路線                                                    | バンク   | ｽﾄﾗﾄﾌｫｰﾄﾞ国際 | ゾーン  |
| -------------------------------------------- | ----------------------------------------------------------- | -------- | ------------- | ------- |
| ほとんどの列車はバンク駅から乗り入れ         |                                                             |          |               |         |
| カニング・タウン駅 Canning Town              | 本線、ベックトン支線、ストラトフォード国際支線 ジュビリー線 | 14       | 10            | ゾーン3 |
| ウェスト・シルヴァータウン駅 West Silvertown |                                                             | 17       | 13            | ゾーン3 |
| ポントゥーン・ドック駅 Pontoon Dock          |                                                             | 19       | 15            | ゾーン3 |
| ロンドン・シティ空港駅 London City Airport   | ロンドン・シティ空港                                        | 21       | 17            | ゾーン3 |
| キング・ジョージV駅 King George V            |                                                             | 23       | 19            | ゾーン3 |
| ウーリッジ・アーセナル駅 Woolwich Arsenal    | サウスイースタン ウーリッジ・アーセナル・ピア               | 27       | 23            | ゾーン4 |

### ベックトン支線
| 駅                                                           | 接続路線                                                                | 所要時間    | 所要時間      | ゾーン  |
| 駅                                                           | 接続路線                                                                | ﾀﾜｰ‣ｹﾞｰﾄｳｪｲ | ｽﾄﾗﾄﾌｫｰﾄﾞ国際 | ゾーン  |
| ------------------------------------------------------------ | ----------------------------------------------------------------------- | ----------- | ------------- | ------- |
| タワー・ゲートウェイ駅、ストラトフォード国際支線から乗り入れ |                                                                         |             |               |         |
| カニング・タウン駅 Canning Town                              | 本線、ウーリッジ・アーセナル支線、ストラトフォード国際支線 ジュビリー線 | 12          | 10            | ゾーン3 |
| ロイヤル・ヴィクトリア駅 Royal Victoria                      | エミレーツ・エア・ライン                                                | 14          | 12            | ゾーン3 |
| カスタム・ハウス駅 Custom House for ExCeL                    |                                                                         | 15          | 13            | ゾーン3 |
| プリンス・リージェント駅 Prince Regent                       |                                                                         | 16          | 14            | ゾーン3 |
| ロイヤル・アルバート駅 Royal Albert                          |                                                                         | 18          | 16            | ゾーン3 |
| ベックトン・パーク駅 Beckton Park                            |                                                                         | 19          | 17            | ゾーン3 |
| サイプレス駅 Cyprus                                          |                                                                         | 20          | 18            | ゾーン3 |
| ガリオン・リーチ駅 Gallions Reach                            |                                                                         | 22          | 20            | ゾーン3 |
| ベックトン駅 Beckton                                         |                                                                         | 24          | 22            | ゾーン3 |

### ストラトフォード国際支線
| 駅                                                                                     | 接続路線 | 所要時間 | ゾーン  |
| -------------------------------------------------------------------------------------- | --- | -------- | ------- |
| ストラトフォード国際駅 Stratford International                                         | サウスイースタン（CTRL） | 0        | ゾーン3 |
| ストラトフォード駅 Stratford                                                           | ストラトフォード支線 セントラル線、ジュビリー線 ロンドン・オーバーグラウンド グレーター・アングリア（グレート・イースタン本線）、c2c | 3        | ゾーン3 |
| ストラトフォード・ハイ・ストリート駅 Stratford High Street                             | | 5        | ゾーン3 |
| アビー・ロード駅 Abbey Road                                                            | | 6        | ゾーン3 |
| ウェスト・ハム駅 West Ham                                                              | ジュビリー線、ディストリクト線、ハマースミス&シティー線 c2c                                                                          | 7        | ゾーン3 |
| スター・レーン駅 Star Lane                                                             | | 9        | ゾーン3 |
| カニング・タウン駅 Canning Town                                                        | 本線、ウーリッジ・アーセナル支線、ベックトン支線 ジュビリー線                                                                        | 10       | ゾーン3 |
| 平日朝夕以外はベックトン支線に乗り入れ、平日朝夕はウーリッジ・アーセナル支線に乗り入れ | |          |         |